# Fiamignano
Fiamignano ist eine Gemeinde mit 1169 Einwohnern (Stand 31. Dezember 2023) in der Provinz Rieti in der italienischen Region Latium.
|  |

## Geographie
Fiamignano liegt 105 km nordöstlich von Rom, 34 km südöstlich von Rieti und 50 km südwestlich von L’Aquila im Tal des Salto oberhalb des Saltostausees, umgeben von den Bergen der Reatinischen Abruzzen. Das Gemeindegebiet erreicht im Monte Nuria, mit 1.888 m s.l.m. die höchste Erhebung. Die Gemeinde befindet sich in der Erdbebenzone 1 (stark gefährdet).
Fiamignano ist Mitglied der Comunità Montana Salto Cicolano.
Die Nachbargemeinden sind Antrodoco, Borgorose, Pescorocchiano, Petrella Salto, Scoppito (AQ) und Tornimparte (AQ).

## Verkehr
Fiamignano liegt an der strada provinciale 67 Salto Cicolana SP 67 (ehemals SS 578), die von Rieti über die A24, Autostrada dei Parchi, Auffahrt Valle del Salto, nach Avezzano führt. Der nächste Bahnhof befindet sich in Rieti.

## Bevölkerungsentwicklung
| Jahr      | 1861 | 1881 | 1901 | 1921 | 1936 | 1951 | 1971 | 1991 | 2001 |
| --------- | ---- | ---- | ---- | ---- | ---- | ---- | ---- | ---- | ---- |
| Einwohner | 3402 | 3475 | 4142 | 4515 | 4366 | 4270 | 2463 | 1864 | 1603 |

Quelle: ISTAT

## Politik
Carmine Rinaldi (Lista Civica: La Torre) wurde am 5. Juni 2016 erneut zum Bürgermeister gewählt.